# 自由公园 (拉各斯)
自由公园（英語：Freedom Park）是一座位于尼日利亚西南港口城市拉各斯的公园，由提奥·劳森设计，于2010年10月尼日利亚独立50周年之际建成。其前身为英国殖民时期的宽街监狱，现为尼日利亚重要的历史建筑以及拉各斯当地市民的文化娱乐中心。

## 历史
1861年大英帝国迫使拉各斯奥巴——多孙穆签订《拉各斯割让条约》强占该地，并建立了皇家宽街监狱。监狱最初于1882年建成，采用泥墙和茅草房顶，但不久后就被反殖民统治者毁坏。自由公园的设计者提奥·劳森称，反对英国殖民统治的人民往监狱里放火，以致1885年殖民者自英国进口砖瓦重建监狱。1882年，英国殖民政府在这座监狱上投入了16000英镑，与只获得700英镑的教育事业相比，显示出政府更加重视严刑峻法。
1979年，宽街监狱被拆除，原址沦为垃圾场。直到1990年代，将此地改为创意空间的想法才横空出世。目前公园内只保留了一小部分的牢房结构，狭小的空间演变成了类似办公室的工位；原先监狱中的厨房被改造成美食广场，绞刑架所在的地方也改成了乐队表演的舞台。